# 温家宝 (足球运动员)
温家宝（1999年1月2日—），辽宁省辽阳县人，中华人民共和国足球运动员，司职后卫。曾任中国国青队队长，现效力于中超球队大連英博。

## 职业生涯
2016年1月，温家宝从大连阿尔滨加盟中超豪门广州恒大淘宝。当时还只属于恒大预备队。2017年进入一线队。
2019年2月被广州恒大淘宝租借至天津天海足球俱乐部。赛季结束后，成为自由身的温家宝加盟上海绿地申花。2025年又加盟大連英博。